# Natalya Safronova
Natalya Safronova (em russo:  Наталья Андреевна Сафронова; Krasnoyarsk, 6 de fevereiro de 1979) é uma ex-jogadora de voleibol da Rússia que competiu nos Jogos Olímpicos de 2004.
Em 2004, ela fez parte da equipe russa que conquistou a medalha de prata no torneio olímpico.